# Jule Govrin
Jule Govrin (* 18. Juni 1984 in Siegburg) ist eine deutsche Philosophin und politische Autorin. Ihre Forschungsinteressen liegen in den Feldern der Sozialphilosophie, Politischen Theorie, Feministischen Politischen Philosophie, Ästhetik, Ethik, Queer Theory und Affekttheorien.

## Leben und Wirken
Nach dem Studium von Philosophie und Literaturwissenschaft an der Freien Universität Berlin und der Universität Paris 8 Vincennes-Saint-Denis wurde Govrin von 2014 bis 2017 am Institut für Philosophie der Freien Universität in Philosophie promoviert. Seit 2009 arbeitet sie mit dem Institut für Queer Theory zusammen. Sie ist gegenwärtig am Institut für Philosophie der Universität Hildesheim tätig. Neben ihrer wissenschaftlichen Arbeit schreibt sie journalistisch zu tagesaktuellen Themen wie u. a. zur rechtlichen Gleichstellung von queeren Menschen, sozialer Ungleichheit und Fragen der sozialökologischen Transformation.
Sie arbeitet zu den Fragen der Gleichheit und des Universalismus, Fragen der gesellschaftlichen Transformation, zur politischen Dimension von Körpern und zu den Möglichkeiten eines radikaldemokratischen Begehrens. Daran anschließend befasst sie sich mit Sorgearbeit und Solidarität im Bereich der Feministischen Politischen Ökonomie.
In ihren Büchern Universalismus von unten. Eine Theorie radikaler Gleichheit (2025) und Politische Körper. Von Sorge und Solidarität (2022) entwirft sie eine Theorie von Gleichheit als Praxis, die auf Differenz, Sorge und Solidarität beruht und bringt das Konzept eines „Universalismus von unten“ ein. Ein wichtiger Aspekt bildet dabei die Verwundbarkeit und Abhängigkeit von Körpern. Da wir als körperliche Wesen aufeinander angewiesen sind, liegt hier für Govrin ein Einsatzpunkt um Gleichheit als solidarische Praxis zu denken. Diese philosophische Perspektive eröffnet Aussichten auf einen „Universalismus von unten“, wie er sich etwa in aktuellen feministischen Protestbewegungen abzeichnet. „Ausgehend von der Erkenntnis, dass unsere Körper durch einander verwundbar und voneinander abhängig sind, wird die Sorge um sie zum Dreh- und Angelpunkt globaler Solidarität.“ Im Zuge dieser Forschungsausrichtung zeigt Jule Govrin auf, wie Körper ungleich gemacht werden, gerade im Bezug zu Schulden- und Austeritätspolitiken.
In ihrer Dissertation Begehren und Ökonomie. Eine sozialphilosophische Studie (2020), die in der Reihe Undisziplinierte Bücher erschien, untersucht Govrin mit dem Zusammenhang von Begehren und Ökonomie. Sie bietet einen an Michel Foucault angelehnten, genealogischen Rückblick in die Philosophiegeschichte, wobei sie sich mit den Schriften von Platon, Georg Friedrich Hegel, Friedrich Nietzsche und Sigmund Freud befasst. Dabei zeigt sie auf, dass Ökonomie als „Ordnungsversuch des Begehrens“ erscheint. Mit der Theorie des Begehrens von Gilles Deleuze und Félix Guattari zeigt sie auf, wie Sexualität und Begehren nach 1968 in die Konsumkultur integriert wurden. 
Aufbauend auf dieser Forschung zur Sexualitätsgeschichte hat sie sich auch mit dem Gegenwartsphänomen des Onlinedatings befasst. In Begehrenswert. Erotisches Kapital und Authentizität als Ware (2023) fragt sie danach, "wie Begehren die wirtschaftlichen Wertordnungen durchdringt und sich ökonomische Bewertungsmuster feinstofflich in soziale Beziehungen und Selbstwahrnehmungen einschreiben – in Semantiken des Selbstwerts, auf der Suche nach Alleinstellungsmerkmalen und unique selling points, um sich von anderen abzuheben. Der Streifzug durch die Gegenwart geht mit Abstechern in die Kapitalismus- und Sexualitätsgeschichte einher, um aufzuzeigen, wie sich Begehren an Waren, Menschen und Werte bindet.!
Zugleich zeigt Govrin eine emanzipatorische Seite des Begehrens auf: Sie versteht Begehren als soziale Kraft, die politische Ordnungen unterwandert, so dass es neue „Beziehungsweisen“ ermöglicht, ein Begriff, den Govrin von der Philosophin Bini Adamczak aufnimmt. Diese Auseinandersetzung ist vom Denken der Queer Theory geprägt, u. a. von Judith Butler, Teresa de Lauretis und Gayle Rubin.
Ein anderer Forschungsschwerpunkt liegt auf der politischen Dimension von Gefühlen. So untersucht Jule Govrin u. a. politische Authentizitätsinszenierungen und autoritäre Affektpolitiken. 2016 verfasste sie den Essay Sex, Gott und Kapital: Houellebecqs Unterwerfung zwischen neoreaktionärer Rhetorik und postsäkularen Politiken, der bei edition assemblage erschien. Der Essay befasst sich mit der Rezeption von Michel Houellebecqs Roman Unterwerfung und untersucht, wie „Sexualität und Rassismus miteinander verschaltet werden, um nationale Identität herzustellen“. Jule Govrin forscht weiterhin zu autoritären Affektpolitiken.
Im Januar 2021 unterstützte sie im Rahmen der Corona-Pandemie als Erstunterzeichnerin der Kampagne #ZeroCovid eine Zero-Covid-Strategie. Govrin unterstützt die Forderung nach Einführung einer Vier-Tage-Woche.

## Schriften (Auswahl)

### Monografien
- (2025): Universalismus von unten. Eine Theorie radikaler Gleichheit. Berlin: Suhrkamp ISBN 978-3-518-30056-5.
- (2023): Begehrenswert. Erotisches Kapital und Authentizität als Ware. Berlin: Matthes und Seitz. ISBN 978-3-7518-0534-6.
- (2022): Politische Körper. Von Sorge und Solidarität. Berlin: Matthes und Seitz. ISBN 978-3-7518-0545-2.
- (2020): Begehren und Ökonomie. Eine sozialphilosophische Studie. Berlin: de Gruyter. ISBN 978-3-11-068697-5
- (2016): Sex, Gott und Kapital. Houellebecqs Unterwerfung zwischen neoreaktionärer Rhetorik und postsäkularen Politiken. Münster: Assemblage. ISBN 3-96042-008-0.
  - französische Übersetzung: (2017): Sexe, Dieu et Capital. Soumission de Houellebecq: entre rhétorique néo-réactionnaire et politiques postséculaires. Paris: Post-Éditions. ISBN 979-10-92616-15-6.

### Herausgeberschaft
- mit Antke Engel und Eva von Redecker (2016): Lust an Komplexität und Irritation. Pleasures of Complexity and Confusion. 10 Jahre Institut für Queer Theory. 10 Years Institute for Queer Theory. Berlin: Gender/Queer e. V.

### Akademische Artikel
- (2024): Soziale Sicherheit? Warum es Soziale Arbeit statt Law and Order braucht. In: Geschichte der Gegenwart.
- Deviant and Diseased. Economic Metaphors of Crisis and their Sexual Semantics of Excess. In: Gook, Ben (Hrsg.): Libidinal Economies of Crisis Times. The Psychic Life of Contemporary Capitalism. Bielefeld: Transcript, S. 287–315.
- Solidarische Sorgepraktiken und egalitäre Körperpolitiken. In: Mielke, Lucas; Neuhaus, Mia; Perinelli, Massimo (Hrsg.): Solidarität – eine reale Utopie? Berlin: Verbrecher Verlag, S. 255–285.
- (2023): Nachwort. In: Beier, Friederike (Hrsg.): Materialistischer Queer-Feminismus. Theorien zu Geschlecht und Sexualität im Kapitalismus. Berlin: Unrast, S. 225–239.
- (2023): Debt and Desire. Differential Exploitation and Gendered Dimensions of Debt and Austerity. In: Krisis | Journal for Contemporary Philosophy 43(1), S. 25–45. Peer Review.
- (2022): #Vulnerabilität. Ein Schlüsselbegriff in Zeiten der Pandemie. In: Geschichte der Gegenwart.
- (2021): Über den eigenen Körper bestimmen: eine Frage der Menschenrechte. In: Geschichte der Gegenwart (geschichtedergegenwart.ch).
- (2021): Im Widerspruch zur identitären Ordnung – Guy Hocquenghems Kritik der politischen Ökonomie des Begehrens. In: Soziopolis.
- (2021): Ineinander verwoben und durcheinander verwundbar. Körperpolitiken der Sorge und Solidarität in pandemischen Zeiten. In: Engagée, S. 12–16.
- (2021): Bound to Each Other and Vulnerable to Each Other: Body Politics of Care and Solidarity in Pandemic Times. In: Engagée Blog.
- (2021): Judith Butlers Ethik der Verwundbarkeit. In: Information Philosophie 2/21, S. 110–115.
- (2021): Das Affektive ist politisch. Eine schemenhafte Skizze des Zusammenhangs zwischen Affektivität und Politik. In: Praefaktisch – ein Philosophieblog.
- (2021): Affektiv, authentisch, autoritär? Zu den politischen Risiken von Authentizitätsinszenierungen. In: Helfritz, Paul; Müller Hipper, Jörg (Hrsg.): Zur Emotionalisierung des Politischen, S. 107–136.
- (2018): More Substance Than a Selfie? Affektökonomien des Authentischen beim Onlinedating. In: Breljak, Anja; Mühlhoff, Rainer; Slaby, Jan (Hrsg.): Affekt – Macht – Netz. Beiträge zur Sozialtheorie der digitalen Gesellschaft. Bielefeld: Transcript, S. 183–203.
- (2018): Die selbsternannte ,Neue Rechte' und 1968. In: RLS Dossier ,1968' – ein globaler Aufbruch.
- mit Andreas Gehrlach (2018): Vive la différence? In: Geschichte der Gegenwart.
- (2018): This is not a Love Song! Begehrensökonomische Überlegungen zu den Fehlkalkulationen der Liebe. In: Arranca!, S. 18–20.
- (2017): Die Rechte und die Frauenrechte in Frankreich. In: Kulturaustausch. Zeitschrift für internationale Perspektiven. Nr. 4/2017. S. 52–53.
- mit Volker Woltersdorff, Antke Engel, Christoph Holzhey, Nikita Dhawan (2015): Introduction. In: Volker Woltersdorff, Antke Engel, Christoph Holzhey, Nikita Dhawan (Hrsg.): Global Justice and Desire. Queering Economy. London: Routledge, S. 1–29.
- mit Antke Engel (2014): Ein Knotenpunkt akademischer, aktivistischer und kultureller Praxen. In: Femina Politica Nr. 1/2014, S. 148–150.
- (2013): SlutWalk, Resignifizierung von Feminitäten und Feminismen. In: Gender. Zeitschrift für Geschlecht, Kultur und Gesellschaft Nr. 1/2013, S. 88–103.
- (2012): Widerspenstige Körper. Ein Vergleich körperkonzeptueller Widerstandsstrategien bei Judith Butler und Pierre Bourdieus. In: Femina Politica. 2/2012, S. 133–140.

### Journalistische Beiträge
- (2021): Regenbogenfamilien: Es ist Liebe. In: ZEIT Online.
- (2020): Corona und soziale Ungleichheit: Die Gleichheit der Körper. In: ZEIT Online.
- (2020): Wer soll das bezahlen? In: Philosophie Magazin.
- (2020): Pandemie: Der Markt regelt das nicht. In: ZEIT Online.
- (2020): Rassismus: Menschen, um die wir trauern. In: ZEIT Online.
- (2019): Manifest Feminismus für die 99%: Einer für alle. In: SPIEGEL Online.
- (2019): Wie falsche Finanzpolitik den rechten Rand stärkt. In: Zeit Online.
- (2019): Befreiungskämpfe des Begehrens? Zum Verhältnis von Begehren, Autonomie, Freiheit und Authentizität in der politischen Ideengeschichte der Aufklärung bis in die Gegenwart. In: 39Null, S. 52.58.
- (2019): ,Es herrscht ein Klassenkrieg' – Interview mit Yanis Varoufakis. In: konkret 7/2019, S. 26–29.
- (2019): Rezension von ,Der Platz' von Annie Ernaux. In: konkret 7/2019, S. 63–66.
- (2019): Gebrochene Männlichkeiten – die Krisenerzählungen von Édouard Louis und Michel Houellebecq. In: konkret 3/19, S. 50–52.
- (2018): Personenstandsrecht: Staatliche Geschlechtskontrolle abschaffen. In: ZEIT Online.
- mit Eliah Arcuri (2018): Geschlechtliche Selbstbestimmung: ,Es ist nicht Willkür, es ist das System': In: SPIEGEL Online.
- (2018): Bildet Banden! Das Leben des Vernon Subutex. In: ZEIT Online.
- (2018): Soziale Ungerechtigkeit: Linken zuhören, statt mit Rechten zu reden. In: ZEIT Online.
- (2017): Onlindating. Das Kalkül mit der Lust. In: ZEIT Online.
- (2017): Frankreich: Zwischen Amour Fou und Vatermord. In: ZEIT Online.
- (2015): Political Beauty in an Ugly Reality. In: Transversal Texts.
- (2015): Belleza política en medio de una fea realidad. In: Diagonal.